# Hans Reichenbach
Hans Reichenbach (Hans Friedrich Herbert Günther Reichenbach) (Hamburg, 1891. szeptember 26. – Los Angeles, 1953. április 9.) német fizikus, matematikus, filozófus. Fő eredményekit a tudományfilozófia, episztemológia és fizika területén érte el. A Bécsi kör vezető alakja, a logikai pozitivizmus berlini iskolájának egyik alapítója.

## Élete
Fizikai, matematikai és filozófiai tanulmányokat folytatott. Tanára volt – többek között – Ernst Cassirer, David Hilbert, Max Planck, Albert Einstein. 1920 és 1926 között a stuttgarti műszaki főiskolán földmérést, rádiótechnikát, relativitáselméletet és filozófiát tanított. 1926-tól a berlini egyetem tanára lett. 1928-ban részt vett a Gesellschaft für empirische Philosophie megalapításában.
1933 után Törökországba emigrált, majd 1938-ban az Egyesült Államokba költözött. Haláláig a Kaliforniai Egyetem professzora volt Los Angelesben.

## Munkássága
Fő kutatási területe a matematikai logika, valamint a matematika és a fizika filozófiája volt.
A Bécsi kör filozófusaival szemben kimutatta, hogy az állítólagos "érzéki adat" egy sor olyan tényezőt tartalmaz, mely nem az érzékelésből származik, hanem a priori kategória, és hozzájárul az érzéki adatokhoz. Reichenbach szerint az azonosság, különbség, hasonlóság, egész stb. kategóriák nem illeszthetőek be ebbe a rendszerbe.

## Művei
- Ziele und Wege der heutigen Naturphilosophie. Leipzig, 1931
- The Development of logical Empiricism. Chicago, 1951

## Magyarul
- Atom és világegyetem. A jelenkor fizikai világképe; ford. Náray-Szabó István; Franklin, Bp., 1936
- Atom és világegyetem. A jelenkor fizikai világképe; ford. és a 4. fejezetet írta Náray-Szabó István; 2. bőv. kiad.; Franklin, Bp., 1942